# Dick Smith
Richard Harold Smith, AO, mais conhecido como Dick Smith (Roseville, 18 de março de 1944) é um empresário e aviador australiano. Em 1986, foi eleito "Australiano do Ano".

## Vida
Ele detém vários recordes mundiais de aviação e é o fundador da Dick Smith Electronics, da Australian Geographic e da Dick Smith Foods. Em 2010, fundou a produtora de mídia Smith&Nasht com a intenção de produzir filmes sobre questões globais. Em 2015, ele foi premiado com o Companheiro da Ordem da Austrália. Ele é membro do Committee for Skeptical Inquiry.

## Aviação e aventuras
Smith detém muitos recordes mundiais de aviação, feitos em aeronaves de asas rotativas e fixas e sob balões:
- Primeiro voo solo transatlântico de helicóptero (1982)
- Primeira circunavegação solo de helicóptero (1983)
- Primeiro helicóptero ao Pólo Norte (1987)
- Primeiro pouso de circunavegação em ambos os pólos (1989)
- Primeira travessia de balão sem escalas do continente australiano (1993)
- Primeira circunavegação leste-oeste de helicóptero (1995)
- Primeiro voo de balão Trans-Tasman (2001

## Obras
- SMITH, Dick. The earth beneath me: Dick Smith’s epic journey across the world. Londres: Angus & Robertson, 1983. ISBN 0207146306
- SMITH, Dick. Our fantastic planet: circling the globe via the poles with Dick Smith. Terry Hills N.S.W. Australian Geographic, 1991. ISBN 1862760071